# Fakulteta za psihologijo in pedagogiko v Münchnu
Fakulteta za psihologijo in pedagogiko v Münchnu (nemško Fakultät für Psychologie und Pädagogik) je fakulteta, ki deluje v okviru Univerze v Münchnu.
Trenutna dekanja je Annette Leonhardt.